# لاو 80 (سلاح)
لاو 80 (الاسلحة المضادة للمدرعات الخفيفة) , التي يشار اليها في بعض الاحيان لاو 94, سلاح مضاد لدبابات محمول على الكتف، ومستعمل من قبل «الجيش البريطاني», وبعض الجيوش الأخرى.

## المواصفات
المصدر من هنا 
- العيار:94 ملم
- طول المشغل:
- وضع اطلاق النار:1.5 متر
- يحمل الوضع:1 م
- الوزن:
- تحمل الوزن:10كغم
- تحمل الوزن:10 كجم
- وزن المقذوف:4.6 كجم
- الرؤوس الحربية: 10 إلى 20 م
- المدى الفعال:20 إلى 500متر
- الصمامات:
- النوع: بيزو كهربائية أثر الإثبات الصمامات وفرك وأوراق الشجر
- رعي زاوية: < = 10°
- نطاق درجة الحرارة:-46 درجة مئوية إلى + 65 درجة مئوية
- خلفية منطقة الخطر: < م 20
- مدة الصلاحية: 10 سنوات

## المشغلون
- الأردن[1][2]

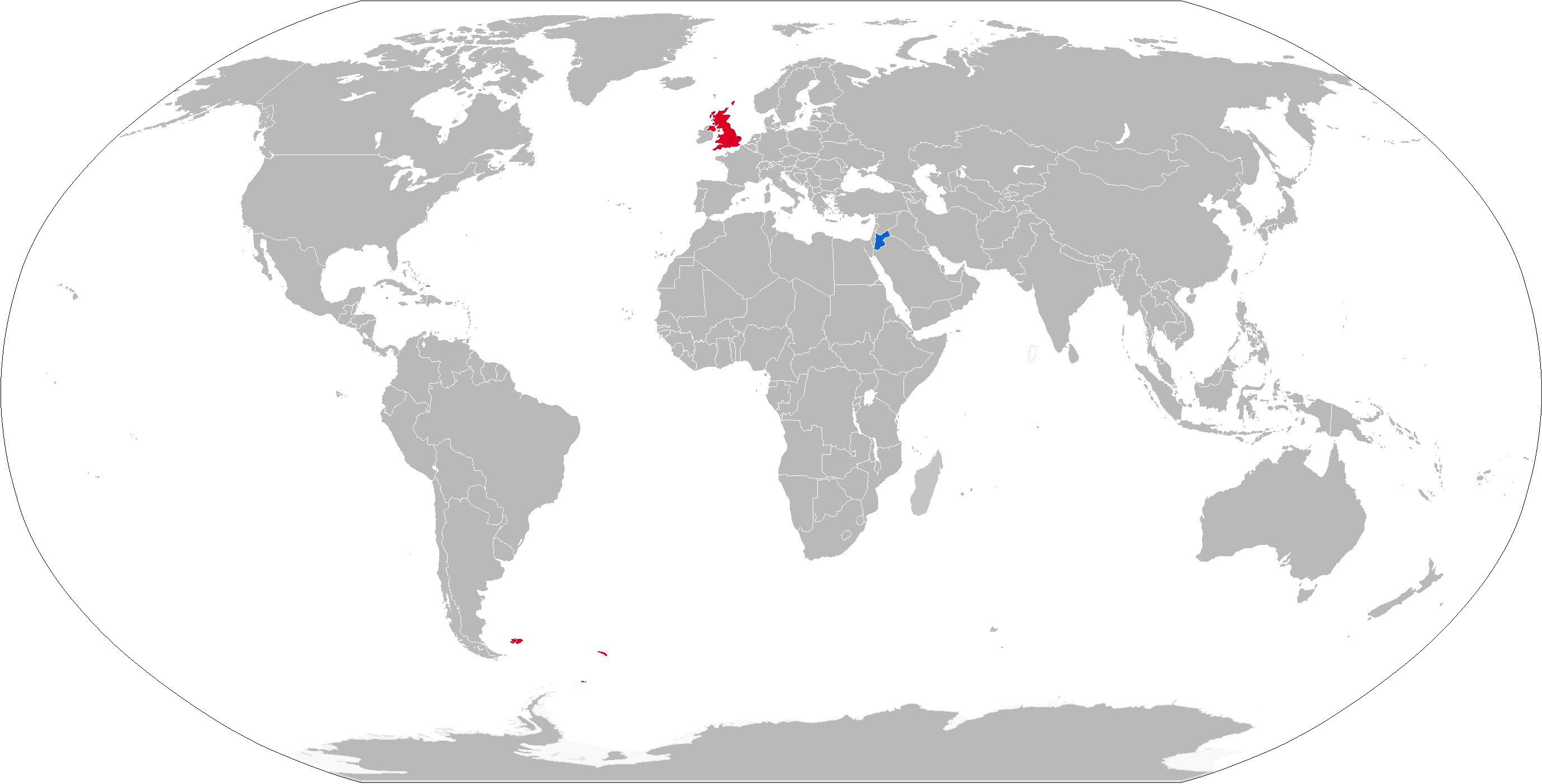
خريطة توضح مشغلاين لاو80 بالازرق والخارج الخدمة في الاحمر

- المملكة المتحدة:واعتمد في اوائل التسعينات، يحل مكان صاروخ اخر مضاد لدبابات.[1][3]

## الملاحظات
1. 1 2 3 4 5 6 7  LAW-80 | Weaponsystems.net نسخة محفوظة 03 يناير 2017 على موقع واي باك مشين.
2. ↑  Jones, Richard D. Jane's Infantry Weapons 2009/2010. Jane's Information Group; 35 edition (January 27, 2009). ISBN 978-0-7106-2869-5.
3. ↑  Owen, William F. (2007). "Light Anti-Armour Weapons: Anti-Everything?" (PDF). http://asianmilitaryreview.com - Asian Military Review. مؤرشف من الأصل (PDF) في 2012-08-10. اطلع عليه بتاريخ 2010-05-12. {{استشهاد ويب}}: روابط خارجية في |ناشر= (مساعدة)

## انظر ايضآ
- تايب 69 آر بي جي
- آر بي جي -16
- آر بي جي-32
- بازوكا
- آر بي جي-6

## وصلات خارجية
- http://www.army.mod.uk/equipment/pw/pw_law.htm
- www.armedforces.co.uk